# Breddysse
Breddysse er et dansk oldtidsminde i form af en runddysse, der er beliggende cirka 900 m sydvest for Kirke Stillinge på Vestsjælland.
Det neolitiske megalitiske kompleks blev bygget mellem 3500 og 2800 f.Kr. af Tragtbægerkulturen.

## Betydning for eftertiden

### Bronzealderfolkets helleristninger
Tilsyneladende har bronzealderfolket også interesseret for fortidsmindet, der for dem allerede var over tusind år gammel. De har udskåret helleristninger på det sydlige (større) kammers dæksten Der er udskåret over 90 skåltegn på omkring en centimeter dybde og omkring tre-fem centimeters diameter. Skåltegnene kan tænkes at have symboliseret solen, der spillede en afgørende religiøs rolle for bronzealdermenneskene.
Derudover er der helleristninger af et stort og et lille skib. I det ene ses 6 roere, og i den anden er der 20 roere (hvis det virkelig forestiller roere). Sådanne helleristninger af skibe på kæmpesten er ganske sjældne

### Historisk tid - sagn og lokalmiljø
Ifølge lokale overleveringer og mundtlig tradition blev der begravet en konge i det store kammer og en dronning i det lille kammer. Stedet har også været benyttet til ofringer helt op til 1800-tallet. Blandt andet fortælles det at en nærboende bonde, ved navn Knud Larsen (boede der bl.a. i 1840erne), fik tilnavnet "Kloge Knud", da man sagde han tillærte sig klogskab ved runddyssen. Angiveligt red han ud til dyssen hver nytårsaften eller juleaftensdag for at lære sine kunstner. Hans barnebarn, Vilhelm Knudsen, fortalte i 1936:
"Jeg husker fra min barndom, at min bedstefader hvert år ofrede til højfolkene, de underjordiske. Det foregik juleaftensdag sidst på eftermiddagen. Knud gav sin kone besked om at tage en kurv og deri lægge noget af det bedste, der var i huset, kage, flæsk, pølse, osv. Desuden lagde han selv nogle penge i kurven. Så red han på en bestemt af sine heste ud på marken, red 3 gange rundt om dyssen og lagde derpå maden og pengene på en flad sten. Om morgenen var offeret altid forsvundet."
Hvor meget sandhed der er i disse historier kan ikke vides, men det er dog sikkert at Breddysse beholdt en vis magisk-mytisk betydning helt op til midten af 1800-tallet.

## Arkæologisk betydning
Runddyssen består af to velbevarede, parallelle kamre. Visse dele af runddyssen er dog ikke bevaret. De to kamre består hver af fem støttesten, en tærskelsten og en dæksten. Der blev ikke fundet skelletter eller oldtidsfund i kamrene.
Sammen med Poskær Stenhus og Runddyssen i Vielsted (de) er Breddysse i Kirke Stillinge Sogn et af de bedst bevarede eksempler af denne type i Danmark. To eller flere kamre inden for én ramme er relativt almindeligt i langdysser, men meget sjældne i runddysser.

## Galleri
- Breddysse
- Helleristningerne
- Grundlæggende sketcher om Runddysse plantegning – her med kun ét kammer